# Operação Escudo do Eufrates
Operação Escudo do Eufrates (em turco:  Fırat Kalkanı Harekâtı) foi uma ofensiva feita pelas forças armadas da Turquia e alguns grupos rebeldes sírios na região de fronteira durante a Guerra Civil Síria.
As operações militares aconteceram na região a leste do rio Eufrates e a oste da cidade de Azaz, na província de Alepo. Militares turcos e rebelde sírios (aqueles apoiados pela Turquia), incluindo milícias ligadas ao Exército Livre da Síria, lançaram várias ofensivas contra posições do grupo fundamentalista Estado Islâmico do Iraque e do Levante (EIIL) e também contra as Forças Democráticas Sírias (FDS), formado primordialmente por curdos, desde 24 de agosto de 2016. Conforme as semanas iam passando, a luta ia ficando mais intensa, com o exército turco avançando, mas enfrentando grande resistência dos combatentes do EIIL, mas progressos foram reportados ao longo do tempo na região da fronteira turco-síria. Entre um desses avanços, estava a conquista, por parte dos rebeldes sírios, da estratégica cidade de Dabiq, no norte, a cerca de 10 km de distância da fronteira, e também das áreas vizinhas. Esta região é importante, não só militarmente, mas também ideologicamente pois várias profecias apocalípticas islâmicas dizem que aquela área era onde ocorreria uma batalha, no fim dos tempos, entre forças muçulmanas e dos seus inimigos (na época os romanos).
Após sete meses de operações, o governo da Turquia anunciou, em 29 de março de 2017, que a Operação "Escudo do Eufrates" havia se encerrado e foi "um sucesso completo". Com apoio direto das forças armadas turcas, militantes do Exército Livre da Síria haviam reconquistado boa parte do norte do distrito de Alepo, expulsando os guerrilheiros grupo terrorista Estado Islâmico de suas posições na região. Os combates teriam deixado quase cinco mil combatentes e um pouco mais de quintos civis mortos, somadas as perdas de todos os lados. Apesar de ter proclamado 'vitória', a intervenção turca não teria sido completamente encerrada. Ainda assim, pelo menos 50 mil refugiados sírios baseados na Turquia teriam retornado para seus lares uma vez que as áreas em que moravam foram consideradas seguras novamente após a expulsão dos terroristas.

## Contexto
A província de Alepo, anteriormente em controle pelo Estado Islâmico do Iraque e do Levante (EIIL), é uma das regiões de maior importância estratégica na Guerra Civil Síria. Para o EIIL, é a última entrada para a fronteira turca. Para as Forças Democráticas Sírias (FDS), a região de Shahba, entre o rio Eufrates a leste e as montanhas curdas a oeste, é a passagem final para a conexão aos cantões da Federação do Norte da Síria – Rojava. Para a Turquia, é o seu caminho de envolvimento da Síria. O cenário para a ofensiva de Jarablus já havia sido definido pela ofensiva de Manbij de junho–agosto, onde as FDS capturaram a cidade e seus arredores do EIIL, abrindo espaço ao norte como resultado. Ao mesmo tempo, os rebeldes sírios lutavam na batalha de al-Rai para aproximar-se de Jarablus a oeste.
Em agosto de 2016, o ministro da Defesa turco, Fikri Işık, disse que “se a retirada [das YPG até a margem leste do rio Eufrates] não acontecer, a Turquia tem todo o direito de intervir”. De Ancara, o presidente turco Recep Tayyip Erdoğan afirmou que “esta manhã, às 4h (do horário local), teve início uma operação no norte da Síria contra grupos terroristas que ameaçam nosso país constantemente, como o Daesh (Estado Islâmico) e o PYD”.